# Hygropoda albolimbata
Hygropoda albolimbata är en spindelart som först beskrevs av Tord Tamerlan Teodor Thorell 1878.  Hygropoda albolimbata ingår i släktet Hygropoda och familjen vårdnätsspindlar. Inga underarter finns listade i Catalogue of Life.